# Camellia sealyana
Camellia sealyana är en tvåhjärtbladig växtart som beskrevs av T. L. Ming. Camellia sealyana ingår i släktet Camellia och familjen Theaceae. Inga underarter finns listade i Catalogue of Life.